# John Butler
Pour les articles homonymes, voir John Butler (homonymie) et Butler.
John Butler, né John Charles Wiltshire-Butler le 1er avril 1975 à Torrance en Californie, est un auteur-compositeur-interprète australien, producteur, guitariste reconnu, chanteur et leader du John Butler Trio, originaire de Fremantle en Australie.

## Biographie
Alors âgé de 10 ans, il migre vers l'Ouest de l'Australie le 26 janvier 1986 avec son père australien et sa mère américaine, qui s'installent dans la ville de Pinjarra.
À 16 ans, il commença à apprendre à jouer de la guitare et sa grand-mère lui offrit le dobro de son grand-père datant des années 1930. Cette guitare aurait dû être offerte au premier enfant de son grand-père qui apprendrait à jouer de la guitare, mais comme aucun ne le fit, cette décision fut reportée au premier petit-enfant. C'est donc à John Butler qu'elle fut attribuée, et est encore aujourd'hui un des plus précieux objets qu'il possède.

### Les débuts
En 1996, John Butler s'inscrit à l'université Curtin de Perth où il suit des enseignements pour devenir professeur de musique. Il y suit notamment des enseignements sur les accords ouverts, ce qui lui permet de jouer de la musique celtique et indienne. Au milieu de l'année 1996, en réponse à l'enthousiasme manifesté par le public de Perth quant à la musique qu'il joue dans les rues de  Fremantle, il produit une cassette Searching for Heritage, regroupant ses compositions. Il en vendra environ 3 000 à Perth. Cette cassette, qu'il ne prévoit pas de rééditer, est aujourd'hui très recherchée par ses fans. À la fin de l'année 1996, il met son parcours universitaire de côté, pour s'engager dans une carrière musicale en tant que guitariste.

### The John Butler Trio
Il est, depuis 1998, le fondateur et leader, du groupe John Butler Trio, un Jam Band qui a obtenu deux disques de platine en Australie pour son premier album studio Three (2001) et Living 2001-2002 (2003).
Son premier album, John Butler, sort en décembre 1998. Si John Butler ne connaît pas un succès immédiat, la sortie de cet album, puis du second Three, en 2001, lui permet de sortir du stade de musicien de rue, et commencer à jouer dans des clubs australiens en se construisant rapidement une renommée en Australie. Cette reconnaissance a rapidement une influence sur les ventes d'albums puisque Three reste neuf mois dans les charts de la musique alternative australienne, en atteignant même la 3e place. L'album se vit attribuer un ARIA Award pour la Meilleure Réalisation Indépendante, sous le label Jarrah Records que John Butler codétient avec le groupe australien The Waifs.
Leur troisième album, Sunrise Over Sea, sort en mars 2004, toujours sous le label Jarrah Records, et devient disque d'or la première semaine après sa sortie.
C'est cet album en particulier qui commença à le populariser à travers le monde, notamment aux États-Unis et en Europe où le John Butler Trio commence à tourner en 2004 après la sortie de Sunrise Over Sea.
Le nouvel opus du groupe, intitulé Grand National, sort le 24 mars 2007 en Australie et en Nouvelle-Zélande, et le 27 mars aux États-Unis et en France. 
Changement de cap mi-2009, il forme un nouveau trio du même nom avec lequel il entre en studio du côté de Perth pour l'enregistrement de l'album April Uprising qui voit le jour le 29 mars 2010.
En 2014, après quatre années d'absence, le John Butler Trio revient avec un nouvel album intitulé Flesh & Blood. 
Un septième album studio sorti le 28 septembre 2018. Titré Home, ce nouvel opus comporte 12 pièces.